# Thủ tướng Malaysia
Thủ tướng Malaysia (tiếng Mã Lai: Perdana Menteri Malaysia) là người đứng đầu Nội các của Malaysia và được bầu gián tiếp. Nguyên thủ quốc gia, tức Yang di-Pertuan Agong, là người chính thức bổ nhiệm thủ tướng. Thủ tướng cùng các thành viên Nội các chịu trách nhiệm tập thể trước Nghị viện. Bộ Thủ tướng (thỉnh thoảng còn gọi là Văn phòng Thủ tướng) là cơ quan mà tại đó thủ tướng thực hiện chức năng và quyền hạn của mình.
Thủ tướng hiện thời của Malaysia là ông Anwar Ibrahim.

## Yêu cầu
Theo Hiến pháp Malaysia thì thủ tướng phải là thành viên của Hạ viện và giành được sự tín nhiệm của đa số hạ nghị sĩ. Thủ tướng phải là công dân Malaysia và không phải dân nhập tịch.
Thủ tướng và các thành viên Nội các phải thề trung thành và giữ bí mật trước sự hiện diện của Yang di-Pertuan Agong trước khi đảm nhận chức vụ. Họ không được là thành viên của cơ quan lập pháp ở bất kì bang nào. Nội các chịu trách nhiệm tập thể trước Nghị viện.
Mặc dù luật pháp quy định rằng Yang di-Pertuan Agong có quyền bổ nhiệm thủ tướng theo ý của mình nhưng chức vụ này luôn luôn được giao cho người đứng đầu đảng chiếm ưu thế về số ghế ở Hạ viện.
Nếu thủ tướng mất đi sự tín nhiệm từ đa số hạ nghị sĩ thì thủ tướng phải đệ trình đơn từ chức trừ khi thủ tướng yêu cầu Yang di-Pertuan Agong giải tán Nghị viện.

## Lịch sử
Thủ tướng đều đến từ đảng Tổ chức Dân tộc Thống nhất Mã Lai (UMNO) kể từ khi Malaysia giành độc lập. Đây là bộ phận cấu thành lớn nhất trong Barisan Nasional (Mặt trận Quốc gia).

## Danh sách Thủ tướng
Đảng:       Tổ chức Dân tộc Mã Lai Thống nhất  (UMNO)
Liên minh:       Đảng Liên minh (AP)
(sau là       Mặt trận Quốc gia (Barisan Nasional) (BN)
      Pakatan Harapan và PPBM
| Nhiệm kì | Số thứ tự | Tên (Đại diện cho khu vực bầu cử)      | Chân dung            | Vào nhiệm sở         | Rời nhiệm sở         | Đảng | Liên minh           |
| -------- | --------- | -------------------------------------- | -------------------- | -------------------- | -------------------- | ---- | ------------------- |
| 01       | 1         | Abdul Rahman Nghị viên Kuala Muda      |                      | 31 tháng 8 năm 1957  | 19 tháng 8 năm 1959  | UMNO | AP                  |
| 02       | 1         | Abdul Rahman Nghị viên Kuala Muda      | 19 tháng 8 năm 1959  | 10 tháng 5 năm 1969  |                      | UMNO | AP                  |
| 03       | 1         | Abdul Rahman Nghị viên Kuala Muda      | 10 tháng 5 năm 1969  | 22 tháng 9 năm 1970  |                      | UMNO | AP                  |
| 03       | 2         | Abdul Razak Nghị viên Pekan            |                      | 22 tháng 9 năm 1970  | 24 tháng 8 năm 1974  | UMNO | AP                  |
| 04       | 2         | Abdul Razak Nghị viên Pekan            | 24 tháng 8 năm 1974  | 14 tháng 1 năm 1976  | BN                   | UMNO |                     |
| 04       | 3         | Hussein Onn Nghị viên Johor Timur      |                      | 14 tháng 1 năm 1976  | BN                   | UMNO | 8 tháng 7 năm 1978  |
| 05       | 3         | Hussein Onn Nghị viên Johor Timur      | 8 tháng 7 năm 1978   | 16 tháng 7 năm 1981  | BN                   | UMNO |                     |
| 05       | 4         | Mahathir Mohamad Nghị viên Kubang Pasu |                      | 16 tháng 7 năm 1981  | BN                   | UMNO | 10 tháng 5 năm 1982 |
| 06       | 4         | Mahathir Mohamad Nghị viên Kubang Pasu | 10 tháng 5 năm 1982  | 3 tháng 8 năm 1986   | BN                   | UMNO |                     |
| 07       | 4         | Mahathir Mohamad Nghị viên Kubang Pasu | 3 tháng 8 năm 1986   | tháng 10 năm 1990    | BN                   | UMNO |                     |
| 08       | 4         | Mahathir Mohamad Nghị viên Kubang Pasu | tháng 10 năm 1990    | 24 tháng 4 năm 1995  | BN                   | UMNO |                     |
| 09       | 4         | Mahathir Mohamad Nghị viên Kubang Pasu | 24 tháng 4 năm 1995  | 29 tháng 11 năm 1999 | BN                   | UMNO |                     |
| 10       | 4         | Mahathir Mohamad Nghị viên Kubang Pasu | 29 tháng 11 năm 1999 | 31 tháng 10 năm 2003 | BN                   | UMNO |                     |
| 10       | 5         | Abdullah Badawi Nghị viên Kepala Batas |                      | 31 tháng 10 năm 2003 | BN                   | UMNO | 21 tháng 3 năm 2004 |
| 11       | 5         | Abdullah Badawi Nghị viên Kepala Batas | 21 tháng 3 năm 2004  | 8 tháng 3 năm 2008   | BN                   | UMNO |                     |
| 12       | 5         | Abdullah Badawi Nghị viên Kepala Batas | 8 tháng 3 năm 2008   | 3 tháng 4 năm 2009   | BN                   | UMNO |                     |
| 12       | 6         | Najib Razak Nghị viên Pekan            |                      | 3 tháng 4 năm 2009   | BN                   | UMNO | 10 tháng 5 năm 2018 |
| 13       | 7         | Mahathir Mohamad Nghị viên Langkawi    |                      | 10 tháng 5 năm 2018  | 1 tháng 3 năm 2020   | PPBM | PH                  |
| 13       | 8         | Muhyiddin Yassin Nghị viên Pagoh       |                      | 1 tháng 3 năm 2020   | 21 tháng 8 năm 2021  | PPBM | PN                  |
| 13       | 9         | Ismail Sabri Yaakob Nghị viên Bera     |                      | 21 tháng 8 năm 2021  | 24 tháng 11 năm 2022 | UMNO | BN                  |
| 14       | 10        | Anwar Ibrahim Nghị viên Tambun         |                      | 24 tháng 11 năm 2022 | Đương nhiệm          | PPBM | PH                  |